# Tocileni (Botoșani)

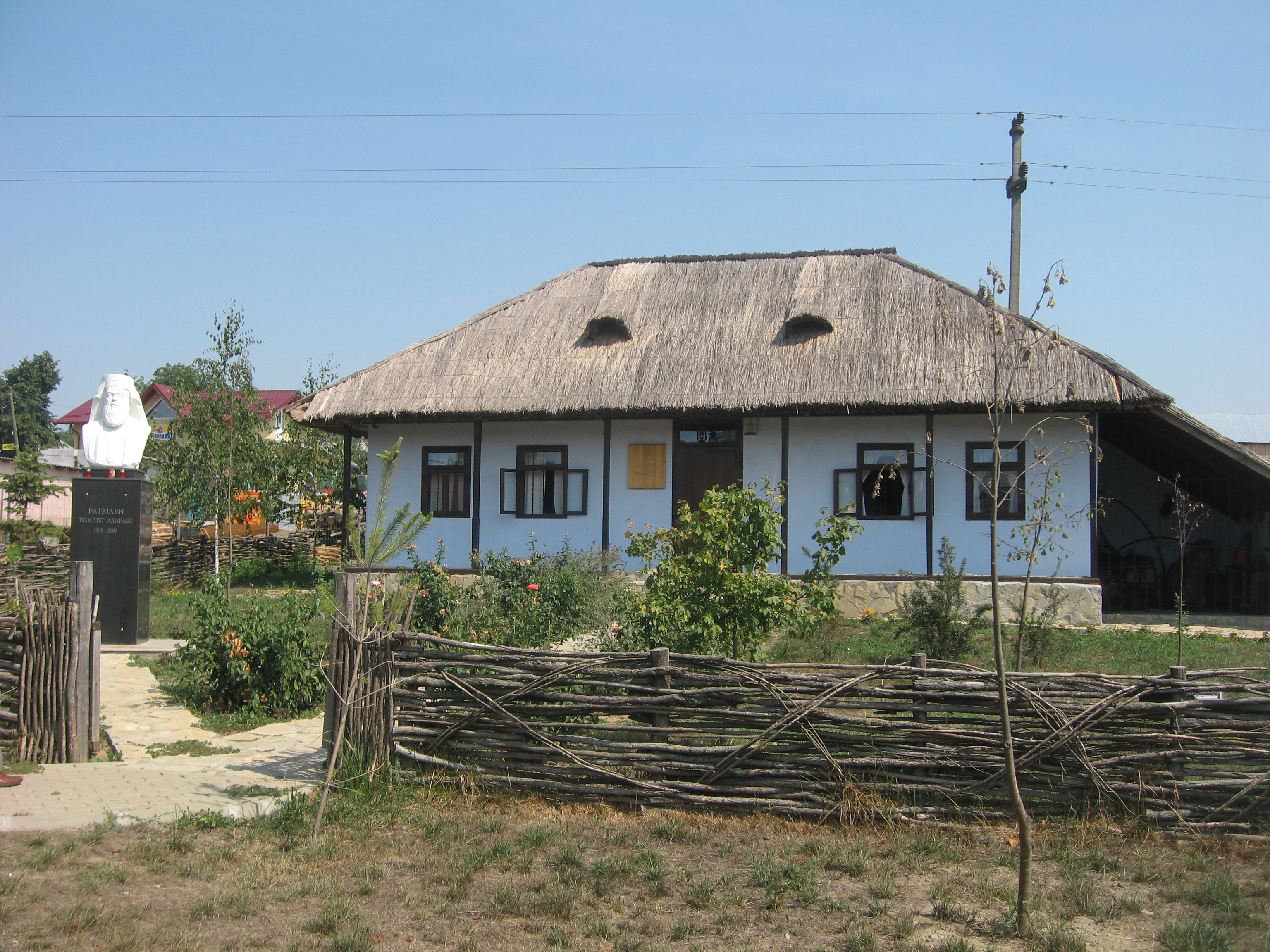
Geburtshaus von Teoctist I. Arăpașu

Tocileni ist ein Dorf der Gemeinde Stăuceni im Nordosten Rumäniens im Kreis Botoșani.
Tocileni ist Geburtsort von Teoctist I. (1915–2007), dem ehemaligen Patriarchen der Rumänisch-Orthodoxen Kirche.